# Карр, Аллен
А́ллен Карр (англ. Allen Carr; 2 сентября 1934, Лондон, Англия, Великобритания — 29 ноября 2006, Бенальмадена, Андалусия, Испания) — британский гуру по борьбе с курением табака, автор книги «Лёгкий способ бросить курить». Также написал книги по борьбе с другими зависимостями — алкоголизмом, лишним весом, некоторыми фобиями, является основателем сети клиник «Easyway» по лечению от них.

## Биография
Карр родился в Лондоне 2 сентября 1934 года. В 1958 году получил специальность бухгалтера.
В 1983 году оставил свою работу в бухгалтерии и открыл первую клинику «Easyway» (с англ. — «Лёгкий способ»).
В 1985 году написал наиболее известную из своих книг, «Легкий способ бросить курить». Книга обрела популярность и рекламировалась многими знаменитостями. По состоянию на 2006 год было продано семь миллионов экземпляров. В книге Карр утверждает, что зависимость от курения имеет психологическую  и  физиологическую основу, причем главную проблему для желающих бросить курить составляет именно психологическая часть («промывка мозгов») —  вследствие массированной рекламы сигарет в фильмах, спортивных мероприятиях и книгах, воздействующей на подсознание. Физиологическая зависимость является незначительной  и для большинства курильщиков в момент отказа от курения, её влияние  сопоставимо с «недомоганием от легкой простуды».
Метод, описываемый в книге, также называется «Easyway».
С момента открытия первой клиники в Великобритании интерес к «Легкому способу» быстро приобрел мировой масштаб. На волне успеха начала работу целая сеть аналогичных учреждений в 50 странах мира, включая США, Канаду, Японию, Израиль.
За рубежом клиники и книги помогли многим знаменитостям успешно завязать с курением. В их числе звезды Голливуда Энтони Хопкинс, Эштон Кутчер, Бритни Спирс (на некоторое время), Пинк и многие другие, которые заявили, что после такого опыта сигареты им отвратительны.
В России Аллен Карр стал знаменит именно благодаря книгам. Клиника и курсы Аллена Карра появились в Москве в 2008 году, и с тех пор список известных лиц, которые благодаря методике Карра избавились от табачной зависимости, постоянно растет. Дизайнер Артемий Лебедев, телерадиоведущая Ольга Шелест, писатель Сергей Лукьяненко — его можно долго продолжать.
Обновленная статистика за 2020 год показывает, что уже 50 млн человек бросили «вредную привычку» с ее помощью. Эффективность метода подтверждена и многочисленными клиническими исследованиями, в том числе в Великобритании. Они показали, что «Лёгкий способ Аллена Карра» эффективнее программы Национальной службы здравоохранения Великобритании, в которой используется никотинзаместительная терапия и психологическая поддержка.
Доходы от клиник и книг принесли ему 120 миллионов фунтов стерлингов.
В июле 2006 года у Карра был обнаружен рак лёгкого, 29 ноября 2006 года он умер от этого заболевания.

## Книги
- Легкий способ бросить курить. (1985)
- Легкий способ бросить курить. Специально для женщин.
- Единственный способ бросить курить навсегда. (1994)
- Легкий способ бросить пить. (2005)
- Легкий способ добиться успеха.
- Легкий способ наслаждаться авиаперелетами. (2007)
- Легкий способ сбросить вес. (1997)
- Нет диетам, или «Простой путь» к снижению веса.
- Легкий способ жить без тревог и волнений.
- Бросай курить сейчас не набирая вес.
- Как стать счастливым некурящим.
- Как помочь нашим детям бросить курить.
- Курить уже не круто.
- Мой легкий способ.
- Никотиновый заговор.
- Легкий способ бросить азартные игры.
- Легкий способ жить без долгов.

## Семья
Дважды женат, вторая жена — Джойс, четверо детей, из них двое приёмных.